# Élection présidentielle colombienne de 1872
L'élection présidentielle colombienne de 1872, a eu lieu en avril 1872 sous le régime des États-Unis de Colombie pour élire le nouveau président. L'ancien président Manuel Murillo Toro, candidat officiel du Parti libéral est réélu, succédant à Eustorgio Salgar.

## Contexte
En 1870, le Parti libéral revient au pouvoir avec l'élection de Eustorgio Salgar, qui est élu de justesse face à l'ancien président modéré Tomás Cipriano de Mosquera. Deux ans plus tard, les libéraux, qui craignent une victoire des conservateurs, se tournent vers l'ancien président Manuel Murillo Toro, qui accepte de revenir au pouvoir.

## Système électoral
Selon la constitution de 1863, le président des États-Unis de Colombie est élu pour un mandat de deux ans par les représentants des 9 États. Le candidat qui obtient le plus d'États est déclaré élu.

## Résultats

### Résultats officiels
| Candidats | Candidats                | Candidats    | États obtenus | %    |
| --------- | ------------------------ | ------------ | ------------- | ---- |
|           | Manuel Murillo Toro      | Libéral      | 6             | 66,6 |
|           | Manuel María Mallarino   | Conservateur | 2             | 22,2 |
|           | Julián Trujillo Largacha | Modéré       | 1             | 11,1 |
| Total     | Total                    | Total        | 9             | 100  |

### Résultats détaillés
| États                          | Candidat soutenu         |
| ------------------------------ | ------------------------ |
| État souverain de Bolívar      | Manuel Murillo Toro      |
| État souverain de Magdalena    | Manuel Murillo Toro      |
| État souverain du Panama       | Manuel Murillo Toro      |
| État souverain de Cundinamarca | Manuel Murillo Toro      |
| État souverain de Boyacá       | Manuel Murillo Toro      |
| État souverain de Santander    | Manuel Murillo Toro      |
| État souverain de Tolima       | Manuel María Mallarino   |
| État souverain d'Antioquia     | Manuel María Mallarino   |
| État souverain de Cauca        | Julián Trujillo Largacha |

## Conséquences
Presque dix ans après son premier mandat, l'ancien président libéral Manuel Murillo Toro est réélu, après avoir obtenu 6 États sur 9.